# Mandíbules (pel·lícula)
Mandibules (títol original: Lake Placid) és una pel·lícula estatunidenco-canadenca dirigida per Steve Miner, estrenada el 1999. Ha estat doblada al català.

## Argument
La mort d'un agent de protecció d'aigües i boscos submergeix en la por una petita ciutat del comtat de Aroostook al nord de Maine. La paleontòloga del Museu Americà d'Història Natural de Nova York Kelly Scott es desplaça al lloc per fer equip amb el guàrdia forestal Jack Wells i el xèrif Hank Keough. Se'ls uneix aviat el professor Hector Cyr que pensa que un Cocodril marí ha triat domicili al llac.

## Repartiment
- Bill Pullman: Jack Wells
- Bridget Fonda: Kelly Scott
- Oliver Platt: Hector Cyr
- Brendan Gleeson: el xèrif Hank Keough
- Betty White: Delores Bickerman
- David Lewis: Walt Lawson
- Tim Dixon: Stephen Daniels
- Natassia Malthe: Janine
- Mariska Hargitay: Myra Okubo
- Meredith Salenger: el diputat Sharon Gare
- Jed Rees: el diputat Burke
- Richard Leacock: el diputat Stevens
- Jake T. Roberts: oficial Coulson
- Warren Takeuchi: un infermer
- Ty Olsson: un policia

## Al voltant de la pel·lícula
- El rodatge va començar el juliol de 1998 i va tenir lloc a Anmore, Mission, Surrey i Vancouver, a la Colúmbia Britànica.
- El realitzador Steve Miner fa una petita aparició (no acreditat), com a pilot d'avió.

## Banda original
- I Think I Love You, interpretada per Maureen Davis, Jamie Dunlap, Scott Nickoley, David Pincus i Mark Pont
- It's Not Unusual, interpretada per Tom Jones
- Is This Love, interpretada per Bob Marley & The Wailers

## Acollida
El film ha conegut un èxit comercial moderat, informant aproximadament 56 milions de dòlars al box-office mundial, dels quals 31 a Amèrica del Nord, per a un pressupost de 27 milions.
Ha rebut una acollida critica més aviat desfavorable, recollint un 39 % de crítiques positives, amb una nota mitjana de 5/10 i sobre la base de 69 crítiques recollides, en el lloc Rotten Tomatoes. A Metacritic, obté un resultat de 33/100 sobre la base de 24 crítiques.